# 維爾紐斯市政廳

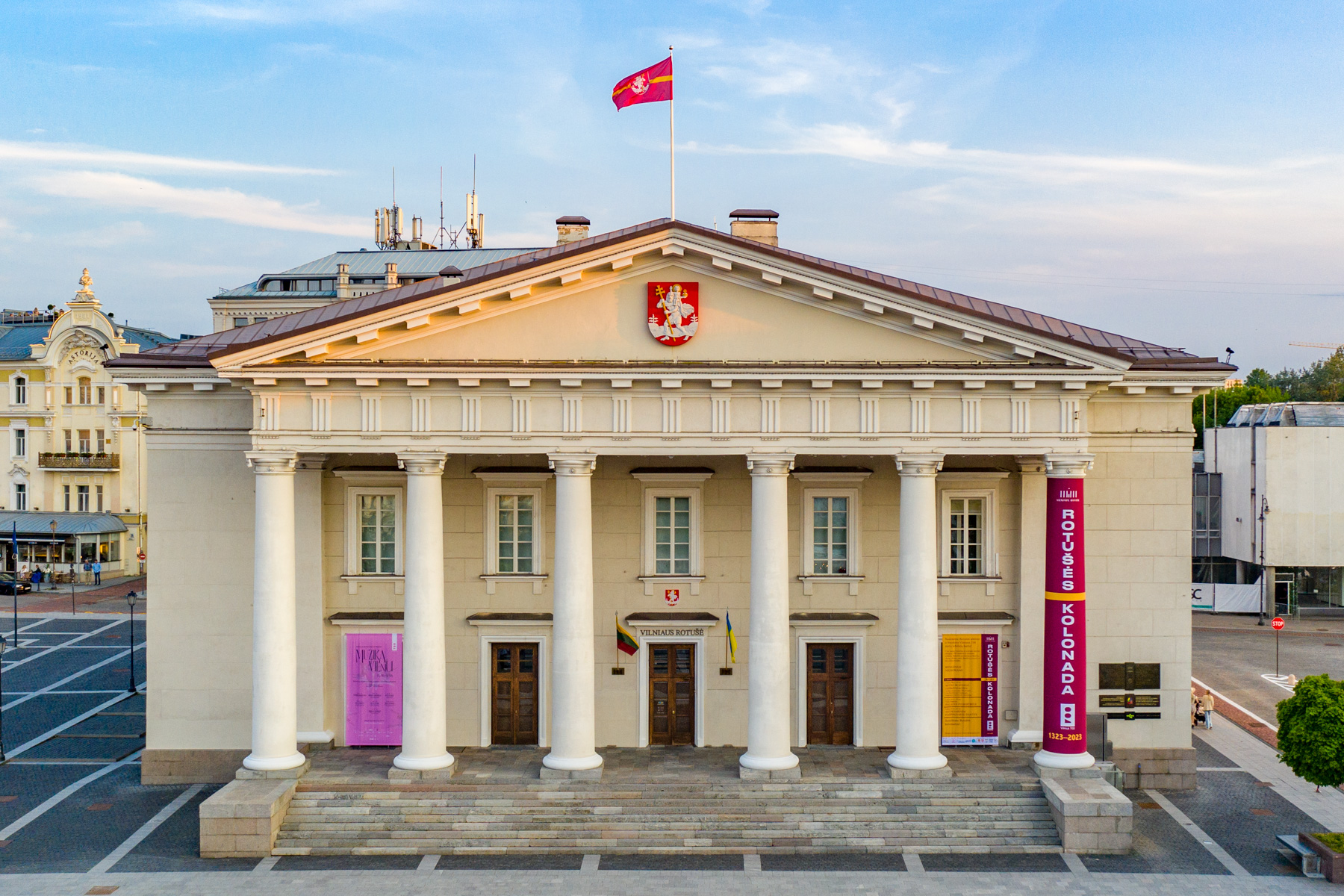
維爾紐斯市政廳

維爾紐斯市政廳是立陶宛首都維爾紐斯在歷史上的市政廳，位於維爾紐斯舊城，首次被提及是在1432年。維爾紐斯市政廳曾經是一座哥特式風格建築，在歷史上多次重建。現在的市政廳修建於1799年，為新古典主義風格建築。許多外國政要都訪問過這裡，包括美国总统喬治·沃克·布希和英國女王伊莉莎白二世。

## 外部連結
- Official Website （页面存档备份，存于）

54°40′41″N 25°17′13″E / 54.678°N 25.287°E